# Estado Bolívar (1881-1899)
El Gran Estado Bolívar fue una antigua división administrativa de los Estados Unidos de Venezuela ubicada al centro del país, que abarcaba lo que hoy son los estados Bolívar y Apure.

## Historia
El estado fue creado el 27 de abril de 1881 a través de la constitución de ese año, que redujo la cantidad de estados del país de veinte a solo nueve. La discrepancias políticas entre las secciones Apure y Guayana fue lo que condujo a que varias veces de planteara la separación definitiva, siendo las más fuertes las ocurridas en 1886, 1890 y 1891; finalmente el decreto del 28 de octubre de 1899, promulgado por Cipriano Castro, devolvió la autonomía de los estados que lo constituían.
El 3 de septiembre de 1881 fueron separados del estado los departamentos Roscio y Guzmán Blanco para crear el Territorio Federal Yuruari con capital en Guasipati, debido principalmente a la cuantía de recursos auríferos y a la presión de los ingleses por usurpar parte de estas tierras. Debido a las condiciones precarias de gobernatura de este territorio, fue reintegrado al estado el 20 de agosto de 1891. En tanto el 27 de abril de 1884 fue separado el delta del Orinoco para crear el Territorio Federal Delta Amacuro;
La primera capital del estado fue Ciudad Bolívar, para luego ser trasladada a Caicara del Orinoco por su posición equidistante entre las diversas secciones que conformaban el estado. Esta situación fue revertida en 1882 puesto que Caicara resultaba inadecuada por su falta de servicios e instalaciones para el funcionamiento de los poderes estadales.

## División territorial
El Gran Estado Bolívar estaba dividido en 1881 en las secciones Apure y Guayana, y estas en los departamentos de Alto Apure, Bajo Apure, Cedeño, Guzmán Blanco (Upata), Heres y Roscio. Los departamentos a su vez estaban divididos en distritos y estos en parroquias.